# Trachydium roylei
Trachydium roylei là một loài thực vật có hoa trong họ Hoa tán. Loài này được Lindl. miêu tả khoa học đầu tiên năm 1835.